# Gerhart Hauptmann
Gerhart Hauptmann  (n. 15 noiembrie 1862, Obersalzbrunn, Silezia - d. 6 iunie 1946) a fost un dramaturg german, laureat al Premiului Nobel pentru Literatură în  anul 1912.

## Motivația Juriului Nobel
"mai cu seamă pentru activitatea sa bogată, multilaterală, excelentă în domeniul creației dramatice" 

## Date biografice

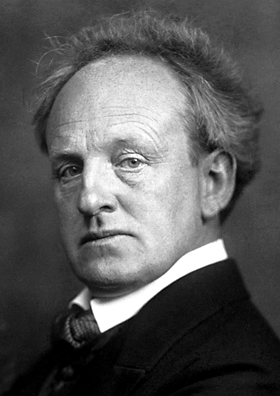
Gerhart Hauptmann în 1912

Gerhart Hauptmann, născut în Silezia, ia lecții de sculptură (Breslau, 1880), audiază prelegerile de filosofie ale lui Rudolf Christian Eucken și Haeckel, dar studiează și istoria artei (Jena, 1882). Sculptează la Roma (1883), frecventează Academia de Arte (Dresda, 1884) și cursuri de artă dramatică la Berlin, însușindu-și astfel o impresionantă cultură. 
În anul 1885 se căsătorește cu Marie Thienemann. Se stabilește la Erkner, lângă Berlin, ia legătura cu cercul naturalist Friedrichshagen și după timpurii încercări epigonice scrie drama socială Vor Sonnenaufgang ("Înainte de răsăritul soarelui", 1887). Reprezentarea ei îl face celebru la vârsta de 27 de ani.
Format la școala lui Zola, Ibsen și Tolstoi, Hauptmann realizase, datorită intuiției sale excepționale, dezideratele fraților Iulius și Heinrich Hart, M. G. Conrad și Arno Holz : naturalețea creației artistice. Un punct culminant al primei sale epoci de creație este atins în tragedia Die Weber ("Țesătorii", 1892), impresionantă ilustrare a conflictului de clasă dintre țesătorii silezieni și fabricanții exploatatori. În locul personajului central individual masa înfometată devine ea însăși protagonist, înfruntându-și deschis adversarul. Hauptmann creeaza astfel cea mai valoroasă operă a curentului naturalist. El prefigurează totodată începuturile teatrului epic și-și fundamentează renumele pe plan internațional.
De la acestă dramă, deci din 1892 până la Atriden-Tetralogie ("Tetralogia Atrizilor") (1940-1945) Haupmann valorifică timp de șase decenii experiența unei vieți desfășurate în vremuri de hotărâtoare transformări sociale, aunei existențe bogate în evenimente, prietenii, pasiuni și călătorii (Italia, Grecia, Anglia, Franța, SUA. Abordează toate formele poetice de la comedie (Der Biberpelz, Blana de breb), 1893) și feerie (Und Pippa tanzt, Și Pippa dansează), 1906), până la tragedie (Rose Bernd, 1903 sau Fuhrmann Henschel (Cărăușul Henschel)), de la nuvelă (Bahnwarter Thiel (Cantonierul Thiel), 1892), la roman (Der Narr in Christo Emanuel Quint (Smintitul întru Christos Emanuel Quint), 1910), de la eseu (Russland und die Welt (Rusia și universul), 1922) la autobiografie (Das Buch der Leidenschaft(Cartea pasiunii), 1930). Ilustrează toate curentele, de la naturalism și neoclasicism, tratează teme sociale (Die Ratten(Șobolanii), 1911), istorice (Florian Geyer, 1896) mitice (Die versunkene Glocke (Clopotul scufundat), 1897), legendare (Der arme Heinrich (Bietul Heinrich), 1902, antice  (Iphigenie in Delphi (Ifigenia la Delfi), 1941), în măsura în care ele corespondeau impulsului său creator, naturii sale interioare.
Hauptmann, care de la începutul secolului se stabilise la Agnetendorf (Silezia), este distins de trei ori cu premiul Grillpazer (1896, 1899, 1905) și i se conferă titlul Doctor Honoris Causa de către universitățile Leipzig, Oxford, Praga, Columbia, obține în 1912 Premiul Nobel, iar ceva mai târziu devine membru onorific al Academiei de arte plastice din Viena. Odată cu împlinirea vârstei de 70 de ani, orașul Frankfurt îi oferă Premiul Goethe. 
Trăind în cel de-al "treilea Reich", Hauptmann evită lumina puternică a prim-planului și părăsește discret scena literară, exprimându-și protestul în Tetralogia Atrizilor și alte scrieri.
Deoarece întreaga sa creație poetică exprimă străduința profundă și sinceră de a păstra valorile umane, J.R. Becher a luat contact cu bătrânul poet, care-i făgăduiește concursul la reconstruirea unei Germanii democratice. Dar cel care supraviețuise bombardamentului distrugător al Dresdei în 1945 își încheie curând ciclul terestru, trecând la 6 iunie 1946 în lumea umbrelor. Opera sa , - cu deosebire - cele 42 creații dramatice și romanele - își păstrează încă și astăzi actualitatea.

## Opera
- 1881: "Primăvara dragostei"
- 1887: "Înainte de răsăritul soarelui"
- 1890: "Sărbătoarea păcii" ("Das Friedensfest")
- 1891: "Oameni singuratici" ("Einsame Menschen")
- 1892: "Cantonierul Thiel" ("Bahnwärter Thiel")
- 1892: "Colegul Crampton"
- 1892: "Țesătorii" ("Die Weber"), considerată capodopera sa
- 1893: "Blana de biber"
- 1896: "Înalțarea la cer a Hannelei" ("Hanneles Himmelfahrt")
- 1896: "Florian Geyer"
- 1897: "Clopotul scufundat" ("Die versunkene Glocke")
- 1898: "Cărăușul Henschel" ("Fuhrmann Henschel")
- 1906: "Și Pippa dansează" ("Und Pippa tanzt!")
- 1907: Fuga lui Gabriel Schilling ("Gabriel Schillings Flucht")
- 1910: "Smintitul întru Christos Emanuel Quint" ("Der Narr in Christo Emanuel Quint")
- 1911: Șobolanii ("Die Ratten")
- 1914: Arcul lui Odiseu ("Der Bogen des Odysseus")
- 1922: "Rusia și universul"
- 1928: Aventurile, glumele, bufoneriile, viziunile și visele marelui artilerist, vagabond, bufon și mag Till Eulenspiegel ("Des großen Kampffliegers, Landfahrers, Gauklers und Magiers Till Eulenspiegel Abenteuer, Streiche, Gaukeleien, Gesichte und Träume")
- 1930: "Cartea pasiunii" -
- 1940-1945: "Tetralogia Atrizilor".